# 4.50 from Paddington
4.50 from Paddington (A testemunha ocular do crime, no Brasil / O estranho caso da velha curiosa (1956) ou O comboio das 16h50 (2009), em Portugal) é um romance policial de Agatha Christie, publicado no Reino Unido pela Collins Crime Club em 4 de novembro de 1957, e nos Estados Unidos pela Dodd, Mead and Company no mesmo mês, porém com o título What Mrs. McGillicuddy Saw!. Mais tarde, quando reeditado como livro de bolso pela Pocket Books em 1963, ganhou o título de Murder, She Said, vinculando-o ao filme com o mesmo título. Esta obra de Agatha Christie conta com a participação da detetive amadora Miss Marple.

## Enredo
Elspeth McGillicuddy sai de sua Escócia natal para visitar Miss Jane Marple. Durante a viagem, ela vê uma mulher sendo estrangulada, no instante em que o trem no qual se encontrava diminui a velocidade e o da frente acelera. Somente Miss Marple acredita em sua história, uma vez que não parece haver qualquer evidência de transgressão ou delito. Então, o primeiro passo a ser dado é descobrir onde o corpo poderia ter sido escondido e, comparando-se as pistas do assassinato com os horários do trem e a localidade em questão, chega-se a Rutherford Hall, única localidade possível para escondê-lo. Miss Marple pede ajuda a uma velha conhecida, Lucy Eyelesbarrow, uma governanta profissional, conhecida por seu eficiente e hábil poder de organização. Lucy concorda em aceitar um emprego em Rutherford Hall e, neste momento, inicia-se a caçada ao assassino.

## Personagens
- Jane Marple — Detetive amadora, uma amável solteirona idosa.
- Lucy Eyelesbarrow — Uma jovem de 32 anos,  é formada na Universidade de Oxford, mas preferiu o serviço doméstico por temporadas, tornando-se bem-sucedida profissionalmente. Informante de Miss Marple em Rutherford Hall e protagonista da história.
- Inspetor Dermot Craddock — Afilhado de Sir Henry Clithering, amigo de Miss Marple.
- Elspeth McGillicuddy — Testemunha ocular do crime e amiga de Miss Marple, tem mais de sessenta anos.
- Luther Crackenthorpe — Viúvo muito rico, porém sovina e ranzinza. Teve 6 filhos: Edmund (falecido), Cedric, Harold, Alfred, Emma e Edith (falecida).
- Emma Crackenthorpe — Filha dedicada de Luther. Solteira, vive com o pai em Rutherford Hall.
- Cedric Crackenthorpe — Filho de Luther. Artista, vive em Ibiza.
- Harold Crackenthorpe — Filho de Luther. Banqueiro, vive com a esposa Alice em Londres. Não teve filhos.
- Alfred Crackenthorpe — Filho de Luther. Golpista, mora sozinho em um apartamento em Londres.
- Bryan Eastley — Viúvo de Edith, filha de Luther, e pai de Alexander.
- Alexander Eastley — Neto de Luther, filho de Edith e Bryan. Adolescente ou pré-adolescente.
- James Stoddart-West — Amigo e colega de escola de Alexander.
- Doutor Quimper — Tem cerca de 40 anos, é o médico da família Crackenthorpe e amigo de Emma.

## Adaptações
O livro foi adaptado para o cinema em Murder, She Said, de 1961. Margaret Rutherford deu vida a Miss Marple que, nesta versão, desempenha os papeis cumpridos por Elspeth McGilliccudy e Lucy Eyelesbarrow no livro.

Em 1987, o livro foi adaptado para a série Miss Marple, da BBC, com Joan Hickson no papel principal. Em 2004, foi novamente adaptado para a TV, com a série Marple, da ITV. Geraldine McEwan desempenhou o papel da famosa detetive. O anime Agatha Christie no Meitantei Poirot to Marple também teve sua versão da história, com a substituição de Lucy Eyelesbarrow pela personagem Maybelle West.